# Afuá
Afuá is een gemeente in de Braziliaanse deelstaat Pará. De plaats ligt op het eiland Marajó. De gemeente telt 32.633 inwoners (schatting 2009).

## Aangrenzende gemeenten
De gemeente grenst op het eiland Marajó aan Anajás, Breves en Chaves.
Over het water van de rivier de Amazone grenst de gemeente aan Gurupá, Itaubal (AP), Macapá (AP), Mazagão (AP) en Santana (AP).